# ZAC Saint-Blaise
La ZAC Saint-Blaise, est une zone d'aménagement concerté, qui s'inscrit dans le Grand projet de renouvellement urbain (GPRU) de Paris,.

## Situation
La « ZAC Saint-Blaise », située dans le 20e arrondissement de Paris, dans le quartier Saint-Blaise, est délimité par les rues Vitruve, des Maraîchers, de la Croix-Saint-Simon et le boulevard Davout.
Les voies situées à l'intérieur de la ZAC sont :
- Rue Albert-Marquet
- Rue du Clos
- Rue Courat
- Rue Nicolas
- Rue des Orteaux
- Rue Pauline-Kergomard
- Rue des Rasselins
- Rue Roger-Bissière
- Rue Saint-Blaise
- Rue de Srebrenica
- Square des Cardeurs
- Square de la Salamandre
- Square Vitruve

## Historique
Construite des années 1960 à 1990, la ZAC a fait l'objet à partir de 2007 d'un renouvellement urbain.
Par délibération du Conseil municipal de Paris des 13 et 14 décembre 2004 la « ZAC Saint-Blaise » est supprimée.
C'est aussi le lieu principal pour le tournage du film La Gardav de Thomas Lemoine et Dimitri Lemoine

## Voies
Dans le cadre de l'aménagement de la ZAX Saint-Blaise, des nouvelles voies ont été créées d'abord avec un nom provisoire :
- la voie CV/20 est devenue la rue Pauline-Kergomard ;
- la voie CZ/20 est devenue la rue Albert-Marquet ;
- la voie DD/20 et DH/20 sont devenues le square de la Salamandre ;
- la voie DF/20 est devenue la rue Roger-Bissière ;
- la voie FU/20 est devenue la rue de Srebrenica.